# 湯浅政明
湯浅 政明（ゆあさ まさあき、1965年3月16日 - ）は、日本のアニメ演出家・監督、アニメーター。福岡県出身。ame pippin株式会社代表取締役社長、株式会社サイエンスSARU共同創設者（2020年までは代表取締役）。

## 来歴

### 幼少期から大学生まで
子供の頃から絵を描いてそれを褒めてもらうのが好きで、幼稚園でTVアニメのキャラクターを描いて見せたりしていた。家庭も放任主義で自由に落書きをしても怒られなかった。
アニメーターになろうと思うようになったのは中学時代のこと。漫画やアニメは物心ついた頃から好きでずっと見ていたが、中学校に入る頃にはそろそろ卒業かなと思っていた。しかし、ちょうどその時期に『宇宙戦艦ヤマト』（1977年）が日本中にアニメブームを巻き起こし、その後も宮崎駿の『ルパン三世 カリオストロの城』や出崎統の『エースをねらえ!』、さらにりんたろうの『銀河鉄道999』（すべて1979年）などの劇場公開でブームは続いた。世の中に「大人になっても漫画やアニメを観ていいんだ」という空気も流れ始め、それを免罪符に将来はそちらの道へ進むことを決意した。最初は漫画とアニメの区別もよくついておらず、漫画家になろうと思ったが、相次いで創刊されたアニメ雑誌でアニメの仕事内容が紹介され、そこでアニメーターがクリエーターとしてスターのように扱われているのを見て自分もなりたいと思うようになった。高校はデザイン科に進む。卒業したらすぐにアニメーターになるつもりだったが、周囲に説得されて九州産業大学に進学し、芸術学部美術学科で油絵を学んだ。大学時代はバイトばかりしていたが、社員に誘われたり、人間関係が煩わしくなったりするたびに別の仕事を探すということを繰り返していた。その時点ではその時経験したことに何も感じていなかったが、のちにアニメ業界で設定の仕事で色々なことを調べるようになった時、いきなり世の中のことがわかるようになり、バイト時代の状況も理解できて世界が開けたように感じたという。大学卒業後、雑誌「アニメージュ」にアニメーターの募集広告を載せていた亜細亜堂へ入社する。

### アニメーター時代
最初はアニメーターからキャリアをスタートさせる。その頃は単にアニメの画を描きたいというだけで演出や監督にはまるで興味がなく、アニメーターで食べて行こうと思っていた。動画を描き始めると「彼は自分の画を持っているから早く上げた方が良い」との会社の判断ですぐに原画に昇格となる。
1990年からテレビアニメ『ちびまる子ちゃん』に参加。テレビシリーズ（第一期）では本編原画に加え、初代OP「ゆめいっぱい」、初代ED「おどるポンポコリン」の作画を担当。1990年の最初の劇場版では作品全体のレイアウト、1992年の映画『ちびまる子ちゃん わたしの好きな歌』では「買物ブギー」と「1969年のドラッグレース」のミュージッククリップを担当した。後者については、原作者のさくらももこから「一見大人しそうに見えてとんでもないことを次々と思いつく」と評される。
その後フリーランスとなり、本郷みつる監督が声をかけてくれたのをきっかけに1992年からテレビアニメ『クレヨンしんちゃん』に参加。原画や各話作画監督を担当する。1993年から始まった劇場版クレヨンしんちゃんシリーズでは、第1作目の『アクション仮面VSハイグレ魔王』から第23作目の『オラの引越し物語 サボテン大襲撃』まで途中不参加期間を挟みながら、様々な役職で関わり続けた。1作目の『アクション仮面VSハイグレ魔王』では、本郷から原画のみならず設定デザインも任された。湯浅はこの時の経験がリサーチの面白さや重要性に気づかせてくれたという。また彼の出したアイデアを本郷がまとめた絵コンテに従ってそのシーンの原画を描いたところ、本人的にものすごく気持ちのいい仕上がりになった。その時感じた興奮と気持ちよさ、楽しさは子供の時以来で、それまで向いていないと感じていたアニメーションを天職に感じるようになった。また湯浅は、『クレヨンしんちゃん』でタイプの違う演出家二人（本郷みつる・原恵一）が、各々のやり方で面白いものを作っていく姿に刺激を受けたとも述べている。ただし、2023年現在、劇場映画シリーズの監督には一度も登板していない。
1994年、アニメーターの大平晋也から誘われ、OVA『THE 八犬伝 〜新章〜』に参加。大平が演出を務めた第4話で作画監督を担当するが、『クレヨンしんちゃん』以外のアニメーターたちの仕事ぶりにカルチャーショックを受ける。リアル系作画のアニメーターが集まった現場で、アニメにおけるリアリティとリアルな表現を目指してそこに突っ込んでいく創作意識を学んだ。その一方で、クリエイターとして心ゆくまで作品を作ってみたいが、自分の能力で100%を目指せば完成させるのが難しいだろうということもわかり、コストパフォーマンスが良いベストなやり方や形式を考えるようになったという。

### 監督デビュー
1999年、プロダクションI.Gで制作された、テレビアニメ『バンパイヤン・キッズ』のパイロット版『なんちゃってバンパイヤン』とVジャンプフェスティバル'99で上映された短編『スライム冒険記 海だ、イェ〜』で初めて監督を手掛ける。この時、そのまま順風満帆のアニメーター一本で行くのか、それとも演出もやって行くのかで少し悩み、結果として監督をやることを選んだ。理由は「面白そうだから」。
2001年、佐藤竜雄監督の『ねこぢる草』でアイデアの提供、絵コンテ、演出、設定、イメージボードと監督以外の一通りのことをやらせてもらう。
2004年、映画『マインド・ゲーム』で長編アニメーション監督としてデビューを果たす。自身で脚本も手掛けたこの作品は、同年に公開された宮崎駿の『ハウルの動く城』、押井守の『イノセンス』、大友克洋の『スチームボーイ』、新海誠の『雲のむこう、約束の場所』などを抑え、その年の文化庁メディア芸術祭アニメーション部門で大賞を受賞した。さらに毎日映画コンクール大藤信郎賞、パリ開催のKINOTAYO現代日本映画祭といった国内外の様々な賞を獲得。モントリオールのファンタジア国際映画祭では、作品賞・監督賞・脚本賞・特別賞の4部門を受賞するという快挙を達成した。
2006年にWOWOWで放送された『ケモノヅメ』で初のテレビシリーズ監督を務める。同作はまた湯浅にとって初のオリジナル作品でもあった。『マインド・ゲーム』でストーリーが課題だと感じ、「じゃあ自分で作ってみよう」と考えていたところにマッドハウス（当時）の丸山正雄が「何か作ってみないか」と声をかけてくるという流れの中で生まれた。
2008年には同じくWOWOW放送のオリジナルアニメ『カイバ』で文化庁メディア芸術祭アニメーション部門優秀賞を受賞。
2010年、森見登美彦原作のテレビアニメ『四畳半神話大系』を監督し、『マインド・ゲーム』以来の2度目となる文化庁メディア芸術祭アニメーション部門大賞を受賞（テレビアニメ作品での大賞受賞は史上初）。また2011年3月1日には東京アニメアワードでも、テレビ部門優秀作品賞を受賞している。
2012年には日本のアニメとしては初めてクラウドファンディングを本格的に活用したオリジナル短編アニメ『Kick-Heart』の制作を発表。クラウドファンディングサイト「Kickstarter」を利用して世界中から支援を募った結果、総額20万1164ドル（約2000万円）の資金を集めることに成功した。

### スタジオ「サイエンスSARU」設立
2013年、韓国出身のアニメーター、チェ・ウニョンと共同で自身のアニメ制作スタジオ「サイエンスSARU」を設立。米国の人気テレビシリーズ『アドベンチャー・タイム』からゲスト監督に招かれ、1エピソード制作したのがきっかけだった。監督・脚本・絵コンテを手がけたそのエピソード『Food Chain』は、2014年12月にアニメーション界のアカデミー賞として知られる米国アニー賞で、監督賞（TV部門）にノミネートされた。その頃、他のアメリカやヨーロッパのスタジオを見学するチャンスがあり、日本との環境の違いを実感できたのもスタジオ運営の大きな刺激になったという。
2014年、松本大洋原作の『ピンポン THE ANIMATION』にて監督・全話脚本・全話絵コンテを務める。翌2015年、TAAFアニメオブザイヤーで同作がTV部門グランプリを受賞。
2017年4月7日にはサイエンスSARUで最初に手がけた劇場用長編アニメ『夜は短し歩けよ乙女』が、同年5月19日には自身初となるオリジナル長編アニメ『夜明け告げるルーのうた』が連続で公開された。実際は全編Adobe Flashで制作するという新たな試みを行った『夜明けを告げるルーのうた』の方が先に完成しており、『夜は短し歩けよ乙女』は急に公開が決まったためにタイトなスケジュールで作られた。『夜明け告げるルーのうた』は、アヌシー国際アニメーション映画祭長編部門最高賞であるクリスタル賞を受賞。同賞の受賞は宮崎駿・高畑勲に次ぐ日本人史上3人目の快挙であった。同作は第21回文化庁メディア芸術祭アニメーション部門大賞も受賞し、湯浅は賞の創設以来初めて3度大賞に選ばれた監督となった。また、個人として、文化庁長官表彰を受賞した。『夜は短し歩けよ乙女』は、オタワ国際アニメーションフェスティバルで日本の作品では初となる長編部門グランプリを受賞した。
2018年1月よりNetflixで全世界に配信された永井豪の漫画『デビルマン』をベースにした『DEVILMAN crybaby』を監督。
2019年6月21日、『きみと、波にのれたら』が公開された。
2020年1月6日からNHKで放送されたテレビアニメ『映像研には手を出すな!』を監督。同年3月に第24回文化庁メディア芸術祭アニメーション部門大賞を受賞。湯浅の監督作としては4作目の大賞受賞となるとともに、湯浅はテレビアニメで2度大賞を受賞した最初の監督となった。日本国外では、アメリカのニューヨーク・タイムズによる2020年度の「Best TV Show（ベストTV番組）」「Best International Show（ベスト海外TV番組）」に選出された。また2021年にはイギリスのミュージシャン、エルヴィス・コステロが同国の高級紙ガーディアンで同作を称賛した。

### 「サイエンスSARU」代表取締役退任
2020年3月25日付で湯浅はサイエンスSARU代表取締役を退任（後任はスタジオ共同創業者のチェ・ウニョン）。『映像研には手を出すな!』の放送終了とともに会社を離れた。また、制作中だった映画『犬王』の監督は継続することと、同作完成後は休養に入ることも発表された。
2020年7月より、小松左京の小説『日本沈没』をベースにした『日本沈没2020』がNetflixで全世界に配信された。アヌシー国際アニメーション映画祭でテレビシリーズ部門審査員賞を受賞。
2022年5月28日、古川日出男の原作を元にしたアニメーション映画『犬王』が公開される。6月にはアヌシー国際アニメーション映画祭2022のオフィシャルセレクションとして『犬王』が招待された。湯浅は、この年からハリウッドさながらに設置の決まったアヌシーの「名声の歩道」（Walk of Fame）に最初に手形を押すクリエイター6人の内の一人に選出された。

### スタジオ「ame pippin」設立
2025年2月18日、新たなスタジオとして「ame pippin」を設立し代表取締役社長に就任。新スタジオの設立にはアスミック・エース、アニプレックス、コミックス・ウェーブ・フィルムが参画した。

## 人物
『ちびまる子ちゃん』や『クレヨンしんちゃん』シリーズなどで、誰も見たことのないような斬新でエキセントリックな動きと個性的な絵柄、トリッキーな構図を駆使し、観る者を幻惑してきたスーパーアニメーター。
2004年に初監督した『マインド・ゲーム』がフランスをはじめ、海外で熱狂的な支持を獲得するが、その後10年以上長編の発表がない状況が続いた。しかし、マッドハウスで制作した一連のテレビアニメを経て、自身のスタジオで制作した2017年公開の映画2作でブレイクした後は途切れることなく作品を発表するようになり、日本を代表するアニメ監督の一人となった。『マインド・ゲーム』は、前衛的かつハイクォリティーな表現を得意とする、当時最も先鋭的なスタジオだったSTUDIO 4℃と制作できたことで、監督とスタジオが互いの才能とポテンシャルを引き出し合い、高め合うという理想的な関係となり、作品を内容的成功へと導くことが出来た。しかし、興行面においては日本国内では話題作の陰でひっそりと公開を終え、ほとんど話題にならなかった。『夜明け告げるルーのうた』も同様に、アヌシー国際アニメーション映画祭でグランプリを獲得しながら、公開時の興行成績は振るわなかった。内外の映画賞におけるオーソリティーや評論家からの高い評価や、一部のファンからの熱狂的な支持の一方で、日本の一般の観客やアニメファンのマジョリティからの支持を得ることは出来ていない。
「日本アニメ」の常識にとらわれておらず、そのメインストリームとは本質的に異なる感性の持ち主。2014年にアメリカの人気アニメシリーズ『アドベンチャー・タイム』からゲスト監督のオファーを受けているが、日本のアニメ監督の中で、このように海外の感覚にフィットできる人材はごく限られている。日本のアニメーションの「本道」は、キャラクターの魅力に頼ったグッズを売るための作品や、観客が魅力を理解しやすいようにありきたりの物語を決まりきった手法で表現する作品だが、湯浅が作るのはそのような枠に収まらない「裏道」を走る作品である。だからこそ海外で高い評価を受ける一方で、国内では一部で支持されるものの一般的な認知度はそれほど高くない。本人もそのことを自覚しており、「賞をもらえるのは名誉なことだしスタッフの仕事に対する栄誉だと思えば大変ありがたいことだが、正直、自分が一番うれしいのはたくさんの人が見てくれて『面白かった』と言ってくれること」と語っている。
好きなアニメ作品は『ルパン三世 カリオストロの城』、『劇場版 エースをねらえ！』、『銀河鉄道999 (The Galaxy Express 999)』、『イエロー・サブマリン』、『ファンタスティック・プラネット』、『ピノキオ』、『ヒックとドラゴン』、『SING/シング』、『ガンバの冒険』、『ウォレスとグルミット ペンギンに気をつけろ!』、『未来少年コナン』、『ユニコ 魔法の島へ』、『天才バカボン』、『ルパン三世』、『妖獣都市』、『トムとジェリー』、『マジンガーZ対暗黒大将軍』、『アルプスの少女ハイジ』、『宇宙戦艦ヤマト』、『ドラえもん のび太の魔界大冒険』、『銀河鉄道の夜』、『木を植えた男』、『霧につつまれたハリネズミ』、『母をたずねて三千里』、『赤毛のアン』、『ど根性ガエル』、『ドラえもん のび太の宇宙開拓史』、『くもとちゅうりっぷ』、『動物となり組』など。
黎明期のアメリカの古いアニメーションが好き。ハンナ・バーベラの作品やマックス・フライシャーの『ベティ・ブープ』、ディズニーでも初期の作品など、曲線を活かしたフェティッシュな感じが良かったという。
愛読書はJ.D.サリンジャーの「ライ麦畑でつかまえて」。具体的に影響を受けた作品は妹尾河童のエッセイ「河童が覗いた」シリーズで、エッセイとして面白い上に図面を眺めるだけで楽しく、作品に登場する建物のセットを考える際の参考にもなるという。
戦国時代や江戸時代の作品で絵を描くために実写の時代劇をたくさん見て勉強した。その際、八千草薫のファンになってしまい、彼女の所作を観たいがために他の出演作を観たりもした。戦前の時代劇の監督では、山中貞夫がずば抜けていると評価している。殺陣が格好良く、初期の黒澤明よりもモダンだという。
メインスタッフでは伊東伸高、EunYoung Choi、三原三千夫、宮沢康紀、西垣庄子、河野羚、木村絵理子などと組むことが多い。末吉裕一郎とも自身の監督作品である「マインド・ゲーム」並びに「クレヨンしんちゃん」などでも一緒に仕事することが多い。
ニット帽がトレードマーク。髪の毛のセットが思うようにいかないので学生の頃から帽子をかぶるのが好きだった。その後、着用感がなく、蒸れにくく、そして出来るだけ脱がずに済む帽子を求めた結果、ニット帽に落ち着いたという。かぶらない時期もあったが、坊主頭にするようになってからはずっとかぶっている。
素人時代、本人的にはアニメを見ている方であるつもりだったが、業界入りして周りの人間と話すと全然見ていなかったことに気づいた。『ゴールドライタン』のなかむらたかしの作画回、宮崎駿のいたテレコムや芝山努のいたAプロダクションの作品など、内容に関係なく絵の上手い人を探してそればかりを見て勉強していた。
「立体や実写に対する憧れは持っているので、良いと思った部分は取り込むし、今後3D作品や実写映画を撮ることもある」と語っている。

## 作風
オリジナルなイメージにあふれた作画・演出を特徴とする。童話をイメージするような独特な揺れた線、斜めに傾いた不思議なパース、カラフルな色使いなどを駆使し、独自の世界観を作り上げる。湯浅自身はテーマとして「多視点」を挙げ、全ての人が分かり合えるものではなく、違う考えを持つのを認め合えることを描いており、作品ごとにターゲットを変えて作っていると語る。
作画する際、キャラクターの「気分」を絵にしようとする。デフォルメや漫画的表現こそ「絵」の強さだと思っているので、出来るだけ取り入れようとしている。
作品によく写真や絵をコラージュして用い、実写とアニメを融合させる手法を作家性として確立させている。きれいに補正していく作業行程こそがアニメなので、ラフでありながらコントロールされた絵をアウトプットまで持って行くのは難しい。そこで写真や実写を取り入れ、それを合わせることであえてコントロールできない行程を作り、馴染ませすぎないさじ加減でラフさを出すようにしている。アニメ塗りではないタッチを活かした塗りを多用し、情報量もあいまいにして、いろんなタイプの絵が混ざって雑多な感じがありながら何となく一体になっているように見えるようにバランスを取っている。原作などで実在する場所をモチーフにしている場合は、その風景をトレースして描き起こすよりも実際に写真を撮ってそれを絵的に歪ませて使うことが多い。
ブライアン・デ・パルマ作品に出会って監督の存在やカメラワークを意識して映画を見るようになった。『クレヨンしんちゃん』の絵コンテを描くようになった時も、カメラワークが特徴的な映画をたくさん観たため、どうしてもデ・パルマ風になってしまったという。その影響もあってか、『マインド・ゲーム』など初期の監督作品はストーリーをセリフではなく、映像が語るように作っていたがなかなか観客に伝わらなかった。
脚本については、面白いシーンをつなげて変化が描けていればストーリーになると考えていた。しかし、徐々にそれだけでは駄目だとわかってきたので、演出的な構成の方法を勉強するようになった。アニメでは絵コンテ自体が設計図のようなものなので、作品によっては脚本を使わないこともある。
ストーリーにはあまり興味がない。そのせいか、子供の頃観ていたアニメや特撮もののストーリーはひとつも覚えていない。漫画を描いて応募したこともあるが、その時初めて「漫画にはストーリーが必要だ」と思い、意識的に本を読んだり、映画を観たりするようになった。それでも、ストーリーを追うよりもシーンや映像の展開の面白さの方に目が行っていた。その後、自分で絵コンテを描くようになってようやくストーリーの重要性に気づいた。「テーマがないとストーリーができない。自分がやっているテーマは、『解放されたい、自由になりたい』ということなのかもしれない。自分の考える『自由』を作品にしている」と語っている。
基本的に音楽が好き。中でもリズムが好きで、音楽ライブでも「『ノッていくことが自分の使命』みたいな気がする」という。また絵コンテもリズムを取りながら切っているので、アニメに音楽があるのはさほど不思議ではないという。作品でもよく音楽とコラボレートし、本人も「それをやるとみんなが喜んでくれるのできっと得意なんだろう」と言っている。最初は「音楽と合わせると豪華になるよ」という本郷みつるのアドバイスに従って始めたのだが、やっている内に自分でもそう感じるようになった。映像と音楽を同期させる指示書であるスポッティングシートに書いていないタイミングも耳で割り出し、音楽を聴いて頭に浮かんだ映像を描き、絵を音楽に合わせれば合わせるほど気持ち良くなっていくという。楽曲の構成からヒントを得て作品を作ることもある。『マインド・ゲーム』では、奥田民生の『息子』という曲から、ラストの主人公たちの想像される未来が、良いこと悪いことを含め、大量に短く断片的に流れるシーンを思いついた。『ケモノヅメ』では、同じく奥田の『マシマロ』という曲でずっとタイトルとは関係ないことを歌って、最後で「マシュマロは関係ない」と言ってしまう裏切りの構成が面白いと感じ、サブタイトルをずっと味に関係あるものでつなげておいて最終話で「味は関係ない」というオチにした。
アニメの"動き"にはこだわっており、あまり他のアニメでは見られない動き、例えば流行りの最新アニメでは普通表現しないような動きや、分かりにくく大変な労力がかかってもおかしくないリアルな描写を効率良く描いた動きなどは発見があって、挑戦するのが楽しいと語っている。
キャラクターについてはその一面、二面だけをえがくのではなく、多面的にいろいろな側面を描きたいと思っている。キャラクターをどんどん掘り下げていくとさらにその奥があり、際限なく掘れていくような感じで、それは湯浅が世界を見ている感覚に近いという。
作品を選ぶきっかけの多くは"挑戦"。ある程度作品の作り方が見えている企画より、どう作れば一番いいのか、自分ならどう作れるのか、それがよく分からない方を選んでしまうので、結果的に“挑戦”になってしまう。
作品の解釈については、映画やアニメは映像の娯楽なので、観客に解釈を委ね、説明しない部分があってもいいと思っている。原作付き作品では「監督の解釈」がとても重要で、自分で原作を読んだときの面白かった部分や、自分の中に湧き上がったイメージをアニメに置き換えることに注力している。できるだけ作者の意図や他者の解釈も考慮に入れるが、最終的には自分の"読み"を優先する。自分の解釈（読み）が確立したら、たとえ原作者の解釈と異なっても自分の解釈で推し進めるという。メディアが違えば全く同じものを作るのは不可能であり、それぞれのクリエイターが自分の解釈で作った方が媒体の翻訳として正しいと思っている。大切なのは作家や作品へのリスペクトであり、またアニメは後に残るものなので、同じ原作でも毎回同じ形で映像化するのは意味がないと考えている。好き勝手に作るのではなく、「今」の時代を意識して「この時代だからこそ」の解釈をした上で、原作が書かれた時代の読者が感じたことを現代でも感じられるように作ることができればとよいと思っている。
サイエンスSARUでは、"フラッシュ"というテクニックを使ってアニメを制作することに挑戦した。Adobe Flash（現：Adobe Animate）を使えば作画から動画・彩色までの行程を単独で完結させられるので、アニメーターひとりでムービーを完成させることができると考えて採用した。それまで、企画を進めていても大きなスタジオでは小回りが利かなかったり通りやすい企画優先になったり、個人では壁に突き当たったりと問題を感じていたため、コストパフォーマンスのよいアニメの制作方法を実践するアニメスタジオの必要性を感じていたという。

## 監督作品

### テレビアニメ
2006年
- ケモノヅメ（原作・監督・シリーズ構成・脚本・絵コンテ・演出・原画・OP演出・ED演出）

2008年
- カイバ（原作・監督・シリーズ構成・脚本・絵コンテ・演出・OP絵コンテ/演出）

2010年
- 四畳半神話大系（監督・脚本・絵コンテ・演出・OP絵コンテ/演出・挿入歌作詞）
- SHIN-MEN（『クレヨンしんちゃん』内で放送されていたコーナーアニメ。監督<第1-5話>・キャラクターデザイン・絵コンテ・演出・作画監督・挿入歌作詞）

2014年
- ピンポン THE ANIMATION（監督・シリーズ構成・脚本・全話絵コンテ・演出）
- アドベンチャー・タイム Season6 Episode 163「Food Chain」（監督・脚本・絵コンテ）

2020年
- 映像研には手を出すな!（監督・企画・シリーズ構成・演出・OP絵コンテ）

### 劇場アニメ
2004年
- マインド・ゲーム（監督・脚本）

2017年
- 夜は短し歩けよ乙女（監督・絵コンテ・演出・製作）
- 夜明け告げるルーのうた（監督・脚本・製作・挿入歌作詞）

2019年
- きみと、波にのれたら（監督・製作）

2021年
- 犬王（監督）

2026年
- ひな菊の人生 (監督)

### 短編・パイロットフィルム
1999年
- なんちゃってバンパイヤン（『バンパイヤン・キッズ』のパイロットフィルム。監督・脚本・絵コンテ・レイアウト）
- スライム冒険記 〜海だ、イエー〜（ジャンプフェスタで上映された短編。監督）

2007年
- 夢みるキカイ（映画『Genius Party』の一篇。監督・脚本・設定デザイン・作画監督）

2013年
- Kick-Heart（原作・監督・脚本・原画）

### Webアニメ
2018年
- DEVILMAN crybaby（Netflix）（監督・絵コンテ・演出・原画・声の出演）

2019年
- SUPER SHIRO（ABEMA、TELASA）（『クレヨンしんちゃん』外伝シリーズ。総監督・原案・脚本）

2020年
- 日本沈没2020（Netflix）（監督・絵コンテ・エグゼクティブプロデューサー）

### CM
2004年
- 名古屋テレビスポットCM（監督・作画）

## 参加作品

### テレビアニメ
- 陽あたり良好!（1987年、動画）
- エスパー魔美（1987年-1989年、原画）
- キテレツ大百科（1988年-1996年、原画）
- 美味しんぼ（1988年-1992年、原画）
- おそ松くん（1988年-1989年、原画）
- ちびまる子ちゃん 第1期（1990年-1992年、原画、#126絵コンテ・OPED絵コンテ/作画）
- クレヨンしんちゃん（1992年-、原画、脚本・絵コンテ・作画監督・OPED絵コンテ/作画監督）
- ちびまる子ちゃん 第2期（1995年-、OP絵コンテ・原画）
- 忍ペンまん丸（1997年-1998年、ED絵コンテ・原画）
- メダロット（1999年-2000年、#17原画）
- カスミン（2001年-2003年、セットデザイン）
- サムライチャンプルー（2004年、#9原画）
- ミチコとハッチン（2008年、ED絵コンテ/演出）
- Wakfu Episode BONUS 「Noximilien l'Horloger」（2010年、キャラクターデザイン）
- ダンタリアンの書架（2011年、#9原画）
- LUPIN the Third -峰不二子という女-（2012年、#12原画）
- フォトカノ（2013年、#7絵コンテ・劇中アニメ『月の魔法姫 プリティ★ラビィ』シリーズディレクター）
- スペース☆ダンディ（2014年、#16脚本・絵コンテ・演出・作画監督・原画・美術デザイン・ゲスト宇宙人デザイン）
- デビクロってなに？（2014年、設定デザイン、#2・3絵コンテ）
- ユーレイデコ（2022年、原案）
- 四畳半タイムマシンブルース（2022年、オリジナルアニメコンセプト）
- ぐんまちゃん シーズン2（2023年、オープニングアニメーション）
- SPY×FAMILY Season2（2023年、オープニングアニメーション 絵コンテ・演出）

### 劇場アニメ
- ドラえもん映画作品
  - ドラえもん のび太のパラレル西遊記（1988年、動画）
  - ドラえもん のび太とアニマル惑星（1990年、原画）
  - ドラえもん のび太のワンニャン時空伝（2004年、原画）
  - ドラえもんアニバーサリー25（2004年、原画）
- 映画ちびまる子ちゃん
  - ちびまる子ちゃん（1990年、場面設定・原画）
  - ちびまる子ちゃん わたしの好きな歌 （1992年、音楽シーン「1969年のドラッグレース」「買い物ブギ」演出・作画）
- 21エモン 宇宙いけ!裸足のプリンセス（1992年、原画）
- 劇場版クレヨンしんちゃん
  - クレヨンしんちゃん アクション仮面VSハイグレ魔王（1993年、設定デザイン・原画）
  - クレヨンしんちゃん ブリブリ王国の秘宝（1994年、設定デザイン）
  - クレヨンしんちゃん 雲黒斎の野望（1995年、設定デザイン、原画）
  - クレヨンしんちゃん ヘンダーランドの大冒険（1996年、絵コンテ・設定デザイン・原画）
  - クレヨンしんちゃん 暗黒タマタマ大追跡（1997年、設定デザイン・原画）
  - クレヨンしんちゃん 電撃!ブタのヒヅメ大作戦（1998年、設定デザイン・原画）
  - クレヨンしんちゃん 爆発!温泉わくわく大決戦（1999年、原画）
  - クレヨンしんちゃん 嵐を呼ぶジャングル（2000年、キャラクターデザイン・設定デザイン・原画）※設定デザインはノンクレジット
  - クレヨンしんちゃん 嵐を呼ぶ アッパレ!戦国大合戦（2002年、原画）※ノンクレジット
  - クレヨンしんちゃん 嵐を呼ぶ栄光のヤキニクロード（2003年、原画）※ノンクレジット
  - クレヨンしんちゃん 嵐を呼ぶ!夕陽のカスカベボーイズ（2004年、原画）
  - クレヨンしんちゃん 伝説を呼ぶブリブリ 3分ポッキリ大進撃（2005年、原画）※ノンクレジット
  - クレヨンしんちゃん 嵐を呼ぶ 歌うケツだけ爆弾!（2007年、原画）
  - クレヨンしんちゃん ちょー嵐を呼ぶ 金矛の勇者（2008年、設定デザイン）
  - クレヨンしんちゃん バカうまっ!B級グルメサバイバル!!（2013年、原画）
  - クレヨンしんちゃん ガチンコ!逆襲のロボとーちゃん（2014年、絵コンテ・巨大ひろしロボバトル設定デザイン・作画）
  - クレヨンしんちゃん オラの引越し物語 サボテン大襲撃（2015年、絵コンテ・作画協力）
- リカちゃんとヤマネコ 星の旅（1994年、レイアウト・原画）
- 音響生命体ノイズマン（1997年、設定デザイン・作画監督）
- どんぐりの家（1997年、原画）
- ホーホケキョ となりの山田くん（1999年、原画）
- くじらとり（2001年、原画）
- Genius Party Beyond〈ジーニアス・パーティ ビヨンド〉『わんわ』（2008年、原画）
- 宇宙ショーへようこそ（2010年、宇宙ショーオープニング絵コンテ・演出・原画）

### OVA
- 白鳥麗子でございます!（1990年、原画）
- 愛物語（1991年、原画）
- しろくまくん、ふねにのる（1991年、作画監督・原画）
- 電影少女 -VIDEO GIRL AI-（1992年、#2原画）
- アニメ落語館3 かぼちゃ屋（1992年、絵コンテ・原画）
- THE八犬伝〜新章〜（1993年-1995年、#4作画監督）
- 秘境探検ファム&イーリー（1995年、#3レイアウト）
- シャーマニックプリンセス（1996年-1998年、#6設定協力）
- AIKa（1997年-1999年、#6原画）
- ねこぢる草（2001年、脚本・演出・絵コンテ・作画監督）
- ディープ・イマジネーション―創造する遺伝子たち（2006年、『ガラクタの町』原画）

### ゲーム
- サーヴィランス 監視者（2002年、スペシャルサンクス）

### 短編
- SUGAR SUGAR RUNE Les deux sorcières（2025年、特殊エフェクトデザイン）

### 挿絵・イラストなど
- 押井守著『誰も語らなかったジブリを語ろう』（東京ニュース通信社、2017年10月）表紙イラスト[65]

## 著作物
- 『湯浅政明大全 Sketchbook for Animation Projects』（飛鳥新社、2014年9月）（再版・復刊ドットコム、2016年12月）
- 『湯浅政明のうすい本』（スタイル社、イベント販売2014年10月、電子書籍2022年9月）
- 『だれもしらないフシギな世界 -湯浅政明スケッチワークス-』（ワニブックス、2018年7月）
- 『湯浅政明のユリイカな日々』（東京ニュース通信社、2022年5月）

## 受賞歴

### 国内
| 賞・映画祭             | 年・回 | 部門                           | 対象                       | 結果             |
| ---------------------- | ------ | ------------------------------ | -------------------------- | ---------------- |
| 日本映画批評家大賞     | 第32回 | アニメーション監督賞           | 『犬王』                   | 受賞             |
| 毎日映画コンクール     | 第59回 | 大藤信郎賞                     | 『マインド・ゲーム』       | 受賞             |
| 毎日映画コンクール     | 第59回 | アニメーション映画賞           | 『マインド・ゲーム』       | ノミネート       |
| 毎日映画コンクール     | 第72回 | 大藤信郎賞                     | 『夜明け告げるルーのうた』 | 受賞             |
| 毎日映画コンクール     | 第72回 | アニメーション映画賞           | 『夜明け告げるルーのうた』 | ノミネート       |
| 毎日映画コンクール     | 第77回 | 大藤信郎賞                     | 『犬王』                   | 受賞             |
| 毎日映画コンクール     | 第77回 | アニメーション映画賞           | 『犬王』                   | ノミネート       |
| 文化庁メディア芸術祭   | 第8回  | アニメーション部門             | 『マインド・ゲーム』       | 大賞             |
| 文化庁メディア芸術祭   | 第10回 | アニメーション部門             | 『ケモノヅメ』             | 審査委員推薦作品 |
| 文化庁メディア芸術祭   | 第12回 | アニメーション部門             | 『カイバ』                 | 優秀賞           |
| 文化庁メディア芸術祭   | 第14回 | アニメーション部門             | 『四畳半神話大系』         | 大賞             |
| 文化庁メディア芸術祭   | 第17回 | アニメーション部門             | 『Kick-Heart』             | 審査委員推薦作品 |
| 文化庁メディア芸術祭   | 第18回 | アニメーション部門             | 『ピンポン THE ANIMATION』 | 審査委員推薦作品 |
| 文化庁メディア芸術祭   | 第21回 | アニメーション部門             | 『夜明け告げるルーのうた』 | 大賞             |
| 文化庁メディア芸術祭   | 第21回 | アニメーション部門             | 『夜は短し歩けよ乙女』     | 審査委員推薦作品 |
| 文化庁メディア芸術祭   | 第22回 | アニメーション部門             | 『DEVILMAN crybaby』       | 審査委員推薦作品 |
| 文化庁メディア芸術祭   | 第24回 | アニメーション部門             | 『映像研には手を出すな!』  | 大賞             |
| 文化庁メディア芸術祭   | 第24回 | アニメーション部門             | 『日本沈没2020』           | 審査委員推薦作品 |
| 東京アニメアワード     | 2011年 | テレビ部門                     | 『四畳半神話大系』         | 優秀賞           |
| 東京アニメアワード     | 2015年 | テレビ部門                     | 『ピンポン THE ANIMATION』 | グランプリ       |
| 東京アニメアワード     | 2021年 | テレビ部門                     | 『映像研には手を出すな!』  | グランプリ       |
| 文化庁長官表彰         | 2017年 | 国際芸術部門                   |                            | 受賞             |
| TAMA映画賞             | 第9回  | 特別賞                         |                            | 受賞             |
| 日本アカデミー賞       | 第41回 | 最優秀アニメーション作品賞     | 『夜は短し歩けよ乙女』     | 受賞             |
| VFX-JAPANアワード      | 第6回  | 劇場公開アニメーション映画部門 | 『夜明け告げるルーのうた』 | 優秀賞           |
| VFX-JAPANアワード      | 第11回 | 劇場公開アニメーション映画部門 | 『犬王』                   | 優秀賞           |
| 芸術選奨文部科学大臣賞 | 第71回 | メディア芸術部門               | 『映像研には手を出すな!』  | 受賞             |
| 褒章                   | 2021年 | 紫綬褒章                       |                            | 選出             |
| 福岡県文化賞           | 第30回 | 創造部門                       |                            | 受賞             |

### 海外
| 賞・映画祭                       | 年・回 | 部門                                                  | 対象                                             | 結果       |
| -------------------------------- | ------ | ----------------------------------------------------- | ------------------------------------------------ | ---------- |
| アニー賞                         | 第42回 | テレビ部門監督賞                                      | 『アドベンチャー・タイム』 Episode「Food Chain」 | ノミネート |
| アニー賞                         | 第48回 | 長編インディペンデント作品賞                          | 『きみと、波にのれたら』                         | ノミネート |
| アニー賞                         | 第50回 | 長編インディペンデント作品賞                          | 『犬王』                                         | ノミネート |
| アヌシー国際アニメーション映画祭 | 第37回 | 短編部門                                              | 『Kick-Heart』                                   | ノミネート |
| アヌシー国際アニメーション映画祭 | 第39回 | テレビ部門                                            | 『アドベンチャー・タイム』 Episode「Food Chain」 | ノミネート |
| アヌシー国際アニメーション映画祭 | 第41回 | 長編部門クリスタル賞                                  | 『夜明け告げるルーのうた』                       | 受賞       |
| アヌシー国際アニメーション映画祭 | 第44回 | テレビシリーズ審査員賞                                | 『日本沈没2020』                                 | 受賞       |
| オタワ国際アニメーション映画祭   | 2013年 | 短編部門                                              | 『Kick-Heart』                                   | ノミネート |
| オタワ国際アニメーション映画祭   | 2017年 | 長編部門                                              | 『夜は短し歩けよ乙女』                           | 受賞       |
| オタワ国際アニメーション映画祭   | 2017年 | 長編部門                                              | 『夜明け告げるルーのうた』                       | ノミネート |
| ファンタジア国際映画祭           | 2005年 | 最優秀作品賞                                          | 『マインド・ゲーム』                             | 受賞       |
| ファンタジア国際映画祭           | 2005年 | 監督賞                                                | 『マインド・ゲーム』                             | 受賞       |
| ファンタジア国際映画祭           | 2005年 | 脚本賞                                                | 『マインド・ゲーム』                             | 受賞       |
| ファンタジア国際映画祭           | 2005年 | 映像技術特別賞                                        | 『マインド・ゲーム』                             | 受賞       |
| ファンタジア国際映画祭           | 2005年 | ベストアニメーション賞                                | 『マインド・ゲーム』                             | 受賞       |
| ファンタジア国際映画祭           | 2013年 | 最優秀短編アニメーション賞                            | 『Kick-Heart』                                   | 受賞       |
| ファンタジア国際映画祭           | 2017年 | 観客賞 アニメーション部門                             | 『夜明け告げるルーのうた』                       | 銀賞       |
| ファンタジア国際映画祭           | 2017年 | 観客賞 アニメーション部門                             | 『夜は短し歩けよ乙女』                           | 銅賞       |
| ファンタジア国際映画祭           | 2022年 | アニメーション部門（今敏賞）長編賞                    | 『犬王』                                         | 受賞       |
| KINOTAYO現代日本映画祭           | 2006年 | アニメーション賞                                      | 『マインド・ゲーム』                             | 受賞       |
| サンダンス映画祭                 | 第34回 | キッズ部門                                            | 『夜明け告げるルーのうた』                       | ノミネート |
| クランチロール・アニメアワード   | 2019年 | アニメ・オブ・ザ・イヤー                              | 『DEVILMAN crybaby』                             | 受賞       |
| クランチロール・アニメアワード   | 2019年 | 最優秀監督賞                                          | 『DEVILMAN crybaby』                             | 受賞       |
| クランチロール・アニメアワード   | 2021年 | ベストアニメーション賞                                | 『映像研には手を出すな!』                        | 受賞       |
| クランチロール・アニメアワード   | 2021年 | 最優秀監督賞                                          | 『映像研には手を出すな!』                        | 受賞       |
| 上海国際映画祭                   | 第22回 | コンペティション部門金爵賞 最優秀アニメーション作品賞 | 『きみと、波にのれたら』                         | 受賞       |
| シッチェス・カタロニア国際映画祭 | 第52回 | 長編アニメーション部門最優秀賞                        | 『きみと、波にのれたら』                         | 受賞       |
| シッチェス・カタロニア国際映画祭 | 第55回 | タイムマシン賞                                        | 『犬王』                                         | 受賞       |
| ニューヨーク・タイムズ           | 2020年 | ベストTV番組                                          | 『映像研には手を出すな!』                        | 選出       |
| ニューヨーク・タイムズ           | 2020年 | ベスト海外TV番組                                      | 『映像研には手を出すな!』                        | 選出       |
| ザ・ニューヨーカー               | 2020年 | ベストTV番組                                          | 『映像研には手を出すな!』                        | 選出       |
| 富川国際アニメーション映画祭     | 2021年 | 長編コンペティション部門特別優秀賞                    | 『犬王』                                         | 受賞       |
| フロリダ映画批評家協会賞         | 第27回 | アニメ映画賞                                          | 『犬王』                                         | ノミネート |
| ゴールデングローブ賞             | 第80回 | アニメ映画賞                                          | 『犬王』                                         | ノミネート |
| サテライト賞                     | 第27回 | 作品賞 (アニメーション・ミックスメディア部門)         | 『犬王』                                         | ノミネート |